# Electrón solvatado
Un electrón solvatado es un electrón libre en una disolución, solvatado. Los electrones solvatados abundan ampliamente, y se les propone comúnmente para reacciones que se dan en agua. Las soluciones de metales alcalinos en amoníaco tienen una coloración brillante debido a la presencia de electrones solvatados: color azul cuando es diluido, y color bronce cuando está más concentrado (> 3 molar). Mientras que una solución de electrones solvatados es estable en amoníaco por días, los electrones solvatados tienen un tiempo de vida muy corto en agua. Al adicionarse ligandos éter corona, se puede obtener sales de los electrones solvatados. Estas sales son denominadas electruros. Un uso común del sodio disuelto en amoníaco líquido es la reducción de Birch.

## Química de radiación
El electrón solvatado es responsable de gran parte de la química de radiación. Una posible aplicación industrial de los electrones solvatados generados por radiación es el tratamiento de PCBs, los policlorobifenilos son convertidos a bifenilo y dicloro inorgánico.

## Reactividad
El electrón solvatado reacciona con dioxígeno para formar un radical superóxido (O2.-)[cita requerida], que es un oxidante potente. Con óxido nitroso, los electrones solvatados reaccionan para formar radicales hidroxilo (HO.).[cita requerida] Los electrones solvatados pueden ser eliminados tanto de sistemas acuosos y orgánicos con nitrobenceno o hexafluoruro de azufre[cita requerida].

## Soluciones de metales alcalinos en amoníaco
Las soluciones de metales alcalinos y metales alcalinotérreos en amoníaco tienen colores brillantes porque el metal se disocia en los iones Na+ o K+  y en un electrón. El color es azul en soluciones diluidas, y cobre/bronce en soluciones concentradas. El primero en observar el efecto del color fue Sir Humphry Davy, quien en 1807-1809 agregó granos de potasio a amoníaco gaseoso (la licuefacción del amoníaco fue lograda en 1823). James Ballantyne Hannay y J. Hogarth repitieron los experimentos (esta vez con sodio) en 1879-1880. W. Weyl en 1884, y C.A. Seely en 1871, fueron los primeros en usar amoníaco líquido. Hamilton Cady en 1897 fue el primero en relacionar las propiedades ionizantes del amoníaco con las del agua. Charles A. Kraus fue el primero en medir la conductancia eléctrica de las soluciones amoniacales de metales y, en 1907, fue el primero en atribuirlo a los electrones liberados del metal. En 1918, G. E. Gibson y W. L. Argo introdujeron el concepto de electrón solvatado. Observaron, a partir de los espectros de absorción, que diferentes metales y diferentes solventes (metilamina, etilamina) producen el mismo color azul, atribuido a una especie común: un electrón.
Una solución de litio en amoníaco a -60 °C se satura a aproximadamente 16 mol% de metal. Cuando la concentración es incrementada en este rango, la conductividad eléctrica se incrementa de 10-2 a 104 Ω-1•cm-1 (superior que en el mercurio líquido. A aproximadamente 8 mol%, sucede una transición al estado metálico (TMS), también conocida como transición metal a no metal (MNMT). A 4 mol%, sucede una separación de fases líquido-líquido, con una fase de color dorado en la parte superior de una fase menos densa de color azul. Sobre 8 mol%, la solución se colorea de bronce/dorado. En el mismo rango de concentración, la densidad global disminuye en 30 %.
Las soluciones diluidas son paramagnéticas, y cerca a 0,5 mol% todos los electrones están apareados, y la solución se vuelve diamagnética.